# Anisostachya spatulata
Anisostachya spatulata är en akantusväxtart som beskrevs av Raymond Benoist. Anisostachya spatulata ingår i släktet Anisostachya och familjen akantusväxter. Inga underarter finns listade i Catalogue of Life.